# ヌマンシア (装甲艦)
| 装甲艦ヌマンシア | |
| 艦歴             | |
| 発注             | ラ・セーヌ造船所 |
| 起工             | 1862年4月22日 |
| 進水             | 1862年9月 |
| 就役             | 1863年11月19日にトゥーロンで竣工。回航後の1864年12月スペイン海軍で就役。 |
| 退役             | |
| その後           | 1916年に解体処分。 |
| 除籍             | 1912年 |
| 前級             | - |
| 次級             | Tetuan |
| 性能諸元         | |
| 排水量           | 常備：7,189トン 満載：-トン |
| 全長             | 96.0m -m（水線長） |
| 全幅             | 17.37m |
| 吃水             | 8.22m |
| 機関             | 形式不明石炭専焼円缶-基 +レシプロ機関1基1軸推進 |
| 最大 出力        | 3,700hp |
| 最大 速力        | 10.0ノット（機関航行時） |
| 航続 距離        | 12ノット/2,118海里 |
| 燃料             | 石炭：1,100トン |
| 乗員             | 500名 |
| 兵装             | カネー 1862年型 20.6cm：68ポンド（-口径）カノン砲40基 （1885年：アームストロング1861年型 25.4cm（14.5口径）単装砲8基 アームストロング 1855年型 20.3cm（14.8口径）単装砲7基 カネー 1862年型 20.6cm：68ポンド（-口径）カノン砲1基 35.6cm水上魚雷発射管単装2基） （1885年：カネー 16.5cm（45口径）単装砲4基 カネー 14cm（45口径）単装砲6基 カネー 12cm（45口径）単装砲3基 7.62cm（40口径）単装砲12基 35.6cm水上魚雷発射管単装2基） |
| 装甲             | 鉄製 舷側：140mm（水線部） ボックス・シタデル：120mm 主砲砲郭部：120mm（最厚部） |

ヌマンシア（スペイン語: Numancia）は、スペイン海軍が最初に保有した装甲艦（舷側砲門艦）。1863年就役、同型艦はない。艦名はイベリア人の古代都市ヌマンティアに由来する。

## 艦歴
1863年11月19日進水。または1862年9月起工、1863年9月進水で1865年就役。

1865年にスペインはチリと戦争になり、その後ペルーなどもチリ側で戦争に加わる（チンチャ諸島戦争）。1866年3月31日、チリ艦隊はバルパライソを砲撃。バルパラシソに集まっていたチリ艦艇の中には「ヌマンシア」もあったが、この時は砲撃には参加していない。続いてチリ艦隊は5月2日にカヤオを攻撃し、「ヌマンシア」も参加。「ヌマンシア」は被弾するも損傷は軽微であった。その後「ヌマンシア」はフィリピンを経由し、喜望峰をまわって1867年5月18日にリオ・デ・ジャネイロに着き、それからスペインに帰還した。これにより、「ヌマンシア」は初めて世界一周をした装甲艦となった。
1816年、解体地へ曳航されていく途中で沈没。

## 参考図書

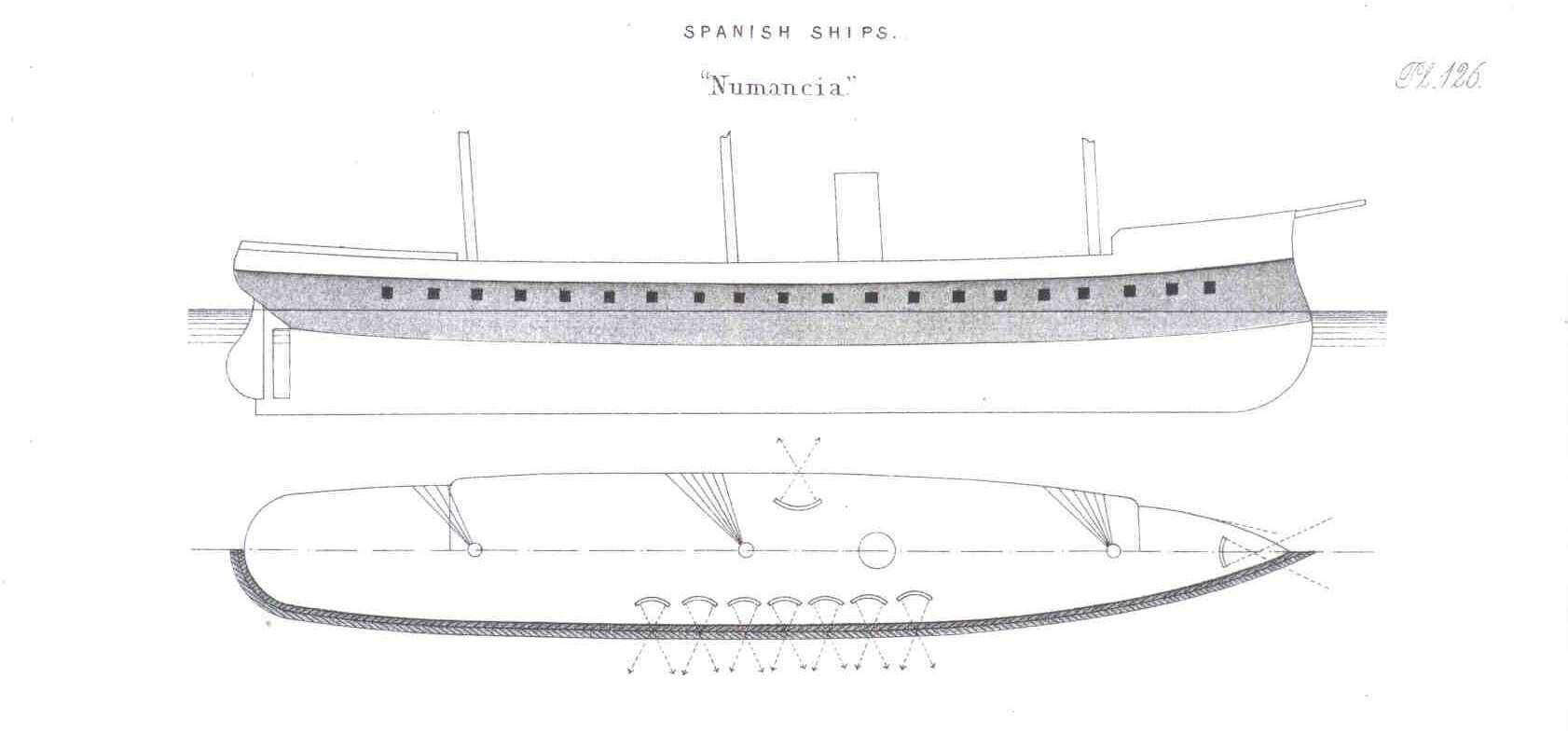
本艦の武装・装甲配置を示した図。

- 「Conway All The World's Fightingships 1860-1905」（Conway）
- 「Conway All The World's Fightingships 1906-1922」（Conway）